# Gustav Ludwig August Fleischauer
Gustav Ludwig August Fleischauer (* 26. November 1819 in Berlin; † 9. April 1891 in Leipzig) war Senatspräsident am Reichsgericht und Richter am Reichsoberhandelsgericht.

## Leben
Sein Abitur legte er am Berlinischen Gymnasium zum Grauen Kloster, zuletzt als Primus Omnium, 1838 ab. Er wurde promoviert. Seine Vereidigung auf den preußischen Landesherrn erfolgte 1841. 1845 wurde er Obergerichtsassessor. 1850 ernannte man ihn zum Kreisgerichtsrat in Aschersleben. 1855 wurde er an das Kreisgericht in Halberstadt versetzt. 1858 wurde er Appellationsgerichtsrat in Magdeburg. 1870 kam er zum Reichsoberhandelsgericht. 1879 trat er in das Reichsgericht über. Zunächst war er Vorsitzender des I. Hilfssenats. 1883 kam er in den V. Zivilsenat des Reichsgerichts. 1884 wurde er dessen Senatspräsident. Er verstarb im Amt.
1872 wurde er mit dem Ehrendoktortitel der Universität Leipzig geehrt.